# ティエラデントロ

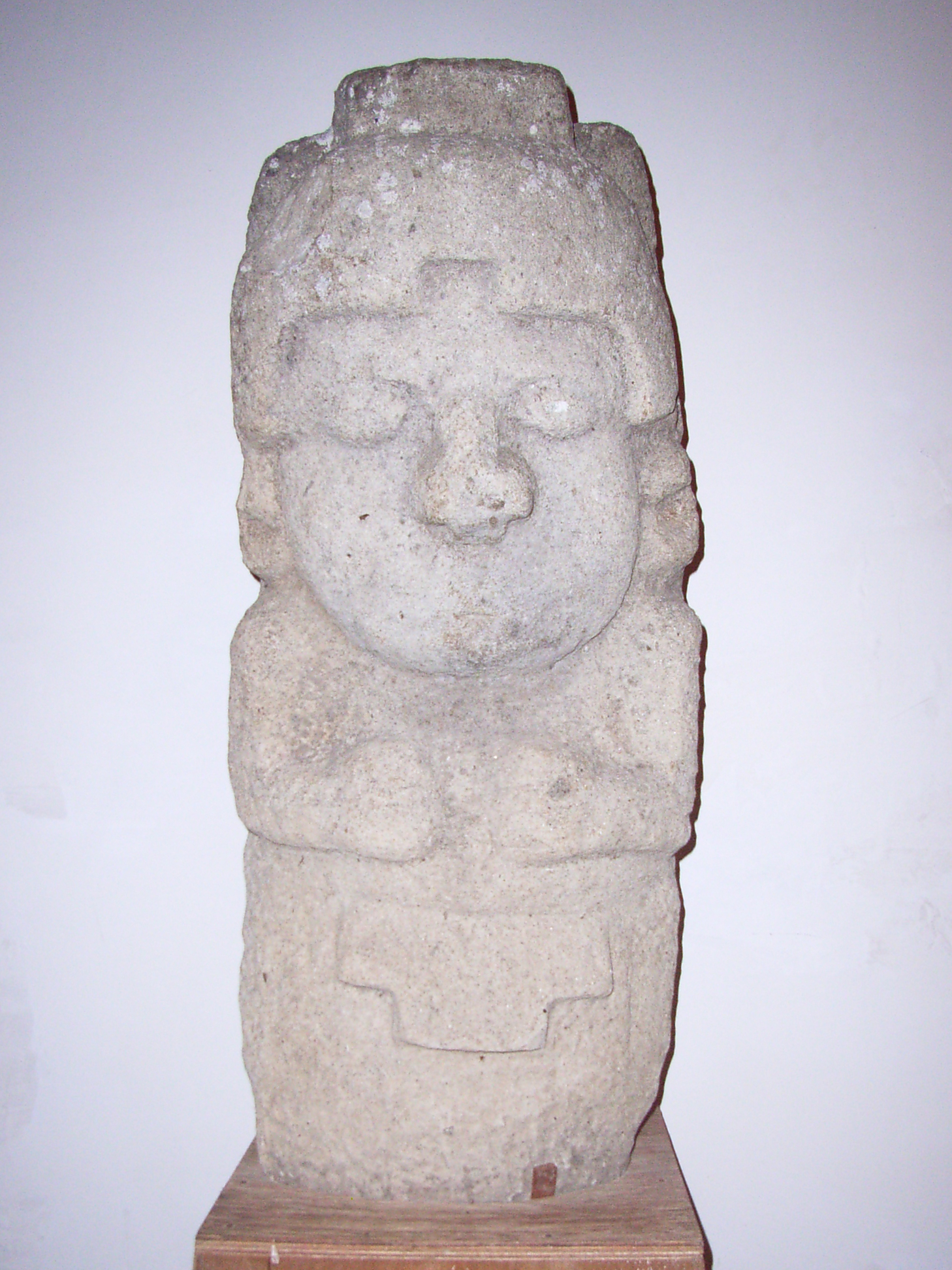
ティエラデントロの石像

ティエラデントロ国立考古公園は、コロンビアのカウカ県に残る考古遺跡で、先コロンブス期の文化的宝庫として1995年にはユネスコの世界遺産リストに登録された。日本では「ティエラデントロ（の）国立遺跡公園」とも訳される。
ティエラデントロは地下埋葬所や記念碑的な像が発見された考古遺跡で、考古学的に最も重要なのはセゴビアの丘（Alto de Segovia）、小妖精たちの丘（Alto del Duende）、サン・アンドレスの丘（Alto de San Andrés）、 アボカドの丘（Alto del Aguacate）である。この公園は考古学的な博物館であるとともに、民族学的な博物館であるともいえる。

## 歴史
西暦1000年よりも前に、その一帯には農耕民族が暮らしていた。彼らの土器、金銀細工、石像などからは、サン・アグスティンの人々に似た特色を読み取れる。サン・アグスティン文化とティエラデントロ文化は、前者を後者が継承するという形で連続性が存在していたとも言われ、ティエラデントロ文化が存在したのは西暦8世紀から14世紀頃のことであった。
それに対して、地下埋葬所はこの地域で例外的なものである。それらは丘の頂上や山の中腹に結集している。
スペイン人たちはこの地を「ティエラデントロ」と名づけた。「中の土地」という意味で、この地が高い山々に囲まれた内陸部にあり、アクセスが困難であることに由来しているが、それと同時に現地民たちがスペイン人たちを頑として領地に入れさせようとしなかったことにも由来している。
考古学者たちは約100の地下埋葬所を発見しており、放射性炭素年代測定法のおかげで西暦600年から900年頃のものと判明している。
先住民たちは近隣との交易によって経済的な余裕を持っていたとされ、墓地遺跡群の豪華さはそれによって裏付けられているとも言われている。

## 地下埋葬所
地下埋葬所は竪穴で、墓室入り口まで真っ直ぐな階段や螺旋階段が付いている。それらは砂岩を切り出したものである。墓室には壁龕や付け柱が存在し、その数の多寡は被葬者の生前の社会的地位と結びついていた。
最大級の墓では、建物の天井は2本ないし3本の柱で支えられている。墓室の壁、柱、天井はしばしば幾何学模様や、人や動物をかたどった図柄で飾られている。それらの図柄はピーマンから取られた色を使い、白地に赤や黒で描かれている。
円形ないし楕円形の墓室の規模はまちまちで、最小のものだと直径は 2.5 mから 3m といったところだが、最大規模の部屋だと直径は 10m から 12m ほどにもなる。

## 葬礼
調査をした人類学者のマウリシオ・プエルタ（Mauricio Puerta）とアルバロ・チャベス（Alvaro Chaves）によれば、葬礼は二段階で成り立っていたという。
一段階目の埋葬は個人的なもので、あまり深くない墓をつくることを含んでいる。亡骸は生前ゆかりのあった品物や食べ物とともに、そこに安置される。
二段階目の埋葬は集団的なもので、より深い墓、つまり地下埋葬所で行われる。それらの墓室の中からは遺骨の納められた陶製の壺が発見されている。

## 公園の設定と管理
ティエラデントロ国立考古公園は1945年に設定され、コロンビアの教育省の管轄になった。さらに、1992年には国の関係会議の決定を踏まえ、史跡にも指定された。現在はICANHが責任を負っている。

## 保存
1936年以降、ドイツ人考古学者ゲオルク・ビュルク（Georg Bürg）の助言のもとで、セゴビアの丘の開かれた墓は竹や藁で覆われた。これは雨露の浸入を防ぐものだったが、国立公園になった1945年に金属製の構造物に置き換えられた。
1970年代に人類学者のマウリシオ・プエルタとアルバロ・チャベスはひどく損壊していると判断したいくつかの墓の修復と清掃を行い、記念像についてもきれいにした。
それ以降、様々な取り組みが行われている。例えば、湿度は壁画や建造物が傷む原因になるので、墓の内部の水が汲み出されるようになっている。また、建造物や壁画の補強、屋根の再考なども行われている。

## 世界遺産
1995年にサン・アグスティンとともに世界遺産リストに登録された。

### 登録基準
この世界遺産は世界遺産登録基準のうち、以下の条件を満たし、登録された（以下の基準は世界遺産センター公表の登録基準からの翻訳、引用である）。
- (3) 現存するまたは消滅した文化的伝統または文明の、唯一のまたは少なくとも稀な証拠。